# Avguštin Stegenšek

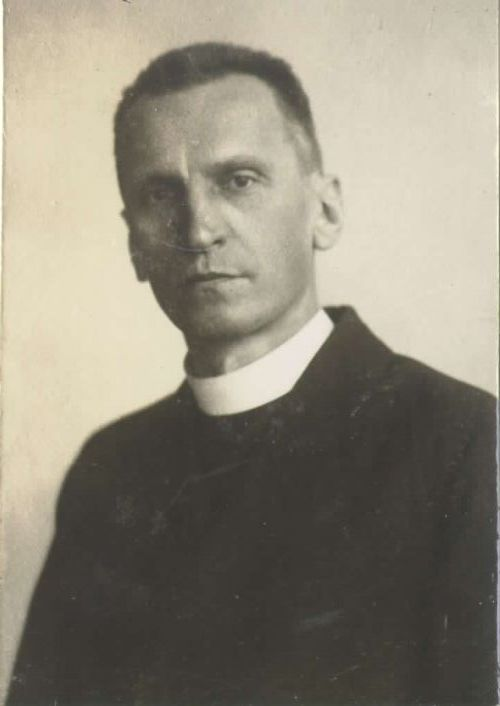
Avguštin Stegenšek

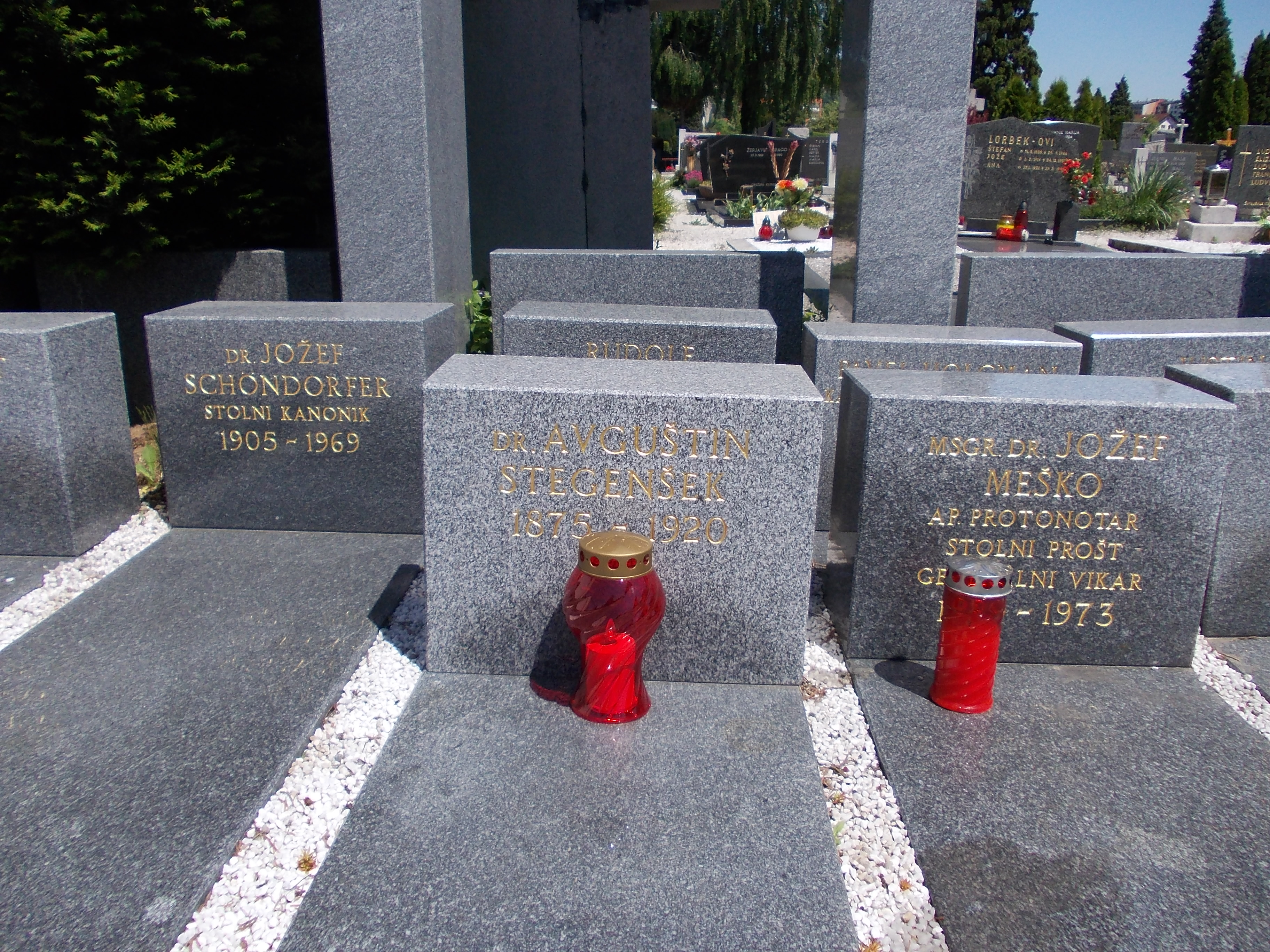
Grabmal auf dem Friedhof von Pobrežje

Avguštin Stegenšek (* 7. Juli 1875 in Tüffer, Untersteiermark, heute Slowenien; † 21. März 1920 in Maribor) war ein römisch-katholischer Geistlicher und Kunsthistoriker.

## Leben
Er besuchte das Gymnasium in Celje und Maribor und anschließend das Priesterseminar in Maribor. 1898 wurde er zum Priester geweiht. Von 1899 bis 1902 ging er zu weiteren Studien der christlichen Kunstgeschichte an den Campo Santo Teutonico in Rom. Nach seiner Rückkehr war er am Knabenseminar und am Priesterseminar in Maribor tätig.
An der Philosophischen Fakultät der Universität Graz wurde er 1906 bei Josef Strzygowski  zum Dr. phil. promoviert. 1908 wurde er von der Centralkommission für Denkmalpflege in Wien zum ehrenamtlichen Konservator für vier Landkreise in der Untersteiermark bestellt.
Stegenšek ist der Vorreiter der Denkmalkunde im slowenischen Gebiet. Er begründete das Monumentalwerk Cerkveni spomeniki lavantinske škofije (Die Kirchendenkmäler der lavanteinischen Diözese), welches er mit seinen eigenen Fotografien und Zeichnungen bebilderte und es auch verlegte und herausgab.
Er wurde auf dem Friedhof von Pobrežje, dem Zentralfriedhof von Maribor, begraben.

## Schriften (Auswahl)
- Studien über die kirchliche Wandmalerei in Rom und Umgebung vom V. bis zum XIII. Jahrh. Dissertation, Universität Graz 1905 (Manuskript,  Digitalisat).
- Dekanija Gornjegrajska (Dekanat Oberburg). Maribor 1905, Katalogeintrag bei Cobiss.
- Konjiška dekanija (Dekanat Gonobitz). Maribor 1909, Katalogeintrag bei Cobiss.